# Sporrakulla gård

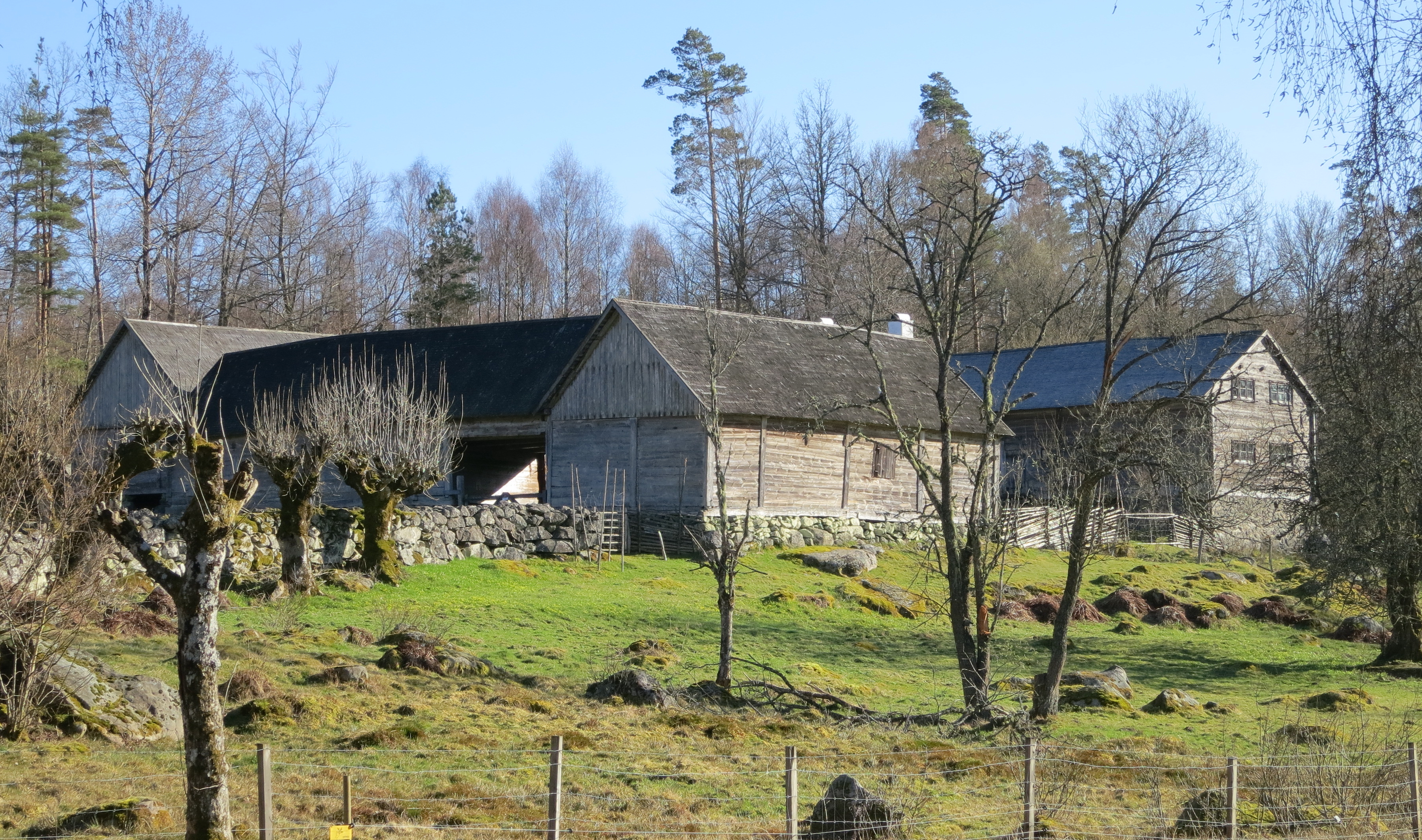
Sporrakulla gård i Glimåkra socken.

Sporrakulla gård är en byggnadsminnesmärkt gård i Glimåkra socken i Östra Göinge kommun. 
Gården är känd i källorna från 1584 då den brukades av lejebonden Böre Mogensön. Ett gravfält visar dock på att här har bott människor betydligt längre. Den har under mycket lång tid varit en arrendegård under Råbelövs slott. En av de tidiga ägarna var den dansk/svenske generalen Ebbe Ulfeldt. Gården blev rikskänd då filmen Snapphanar med Edvard Persson i huvudrollen spelades in här 1941.
Den siste fastboende arrendatorn, Carl Persson, lämnade gården 1964. Den siste private ägaren var Douglas Kennedy på Råbelöfs gods som sålde Sporrakulla till Skogssällskapet 1983. Sedan dess är Östra Göinge kommun arrendator och gården sköts av Glimåkra hembygdsförening. Idag är gården ett uppskattat besöksmål där man kan få en uppfattning om hur livet var på en skogsgård i norra Skåne på 1600-talet.
Området där gården ligger är sedan 2010 Sporrakulla naturreservat.